# Vlag van Drogeham

Vlag van Drogeham
(sinds 2019)

De vlag van Drogeham is de dorpsvlag van het Nederlandse dorp Drogeham, in de Friese gemeente Achtkarspelen. De vlag werd in de huidige vorm in 2019 vastgesteld. De beschrijving van de vlag is als volgt:
Drie banen van rood, van wit en van geel, lengteverhouding 1:3:1 met op het midden het dorpswapen.
De huidige vlag is ontworpen door Plaatselijk Belang Drogeham.

## Voorgaande vlag

Vlag van Drogeham
(2000-2019)

Op 2000 was een eerdere vlag geregistreerd die als volgt kan worden beschreven:
Blauw met een verlengde gele broekingsdriehoek met de punt het midden van de vluchtzijde rakende met de halve vlaglengte; het geheel belegd met een groene broekingsdriehoek met de punt op het midden van de vlag; die driehoek belegd met een gele aanziende koeienkop.
De kleuren zijn afkomstig van het dorpswapen. Deze vlag is ontworpen door J.C. Terluin.

### Symboliek
- Gele punt met: verwijzing naar de ligging van Drogeham op een droge zandtong (ham) tussen water.[3]
- Groene punt: staat voor de boom die vervolgens symbool is voor de brink die eerder in het dorp lag. Daarnaast staat het groen voor de Hamster mieden: de hooilanden bij het dorp.[3]
- Koeienkop: staat voor de "Droegehamster", een vrij magere koe.[3]
- Blauw: staat voor water.[4]

## Zie ook

Wapen van Drogeham